# Système stellaire hyper compact
Un système stellaire hyper compact (en anglais hypercompact stellar system (HCSS) ) est un amas stellaire dense autour d'un trou noir supermassif qui a été éjecté du centre de sa galaxie hôte. Les étoiles qui sont proches du trou noir au moment de l'éjection resteront liées au trou noir après que celui-ci ait quitté la galaxie, formant ainsi le HCSS.
Le terme "hypercompact" fait référence au fait que les HCSS sont de petite taille par rapport aux amas stellaire ordinaires de luminosité similaire. Cela est dû au fait que la force gravitationnelle du trou noir supermassif maintient les étoiles sur des orbites très serrées autour du centre de l'amas.
La source lumineuse de rayons X SDSS 1113 près de la galaxie Markarian 177 serait le premier candidat pour un HCSS. La découverte d'un HCSS confirmerait la théorie du recul des ondes gravitationnelles et prouverait que les trous noirs supermassifs peuvent exister en dehors des galaxies.

## Propriété
Les astronomes pensent que les trous noirs supermassifs (SMBH) peuvent être éjectés du centre des galaxies par le recul des ondes gravitationnelles. Cela se produit lorsque deux SMBH d'un système binaire coalescent, après avoir perdu de l'énergie sous forme d'ondes gravitationnelles. Comme les ondes gravitationnelles ne sont pas émises de manière isotrope, une certaine quantité de mouvement est transmise aux trous noirs qui coalescent, et ils ressentent un recul, ou "kick", au moment de la coalescence. Les simulations par ordinateur suggèrent que ce recul peut atteindre {\displaystyle 10^{5}km/s}, qui dépasse la vitesse d'échappement du centre des galaxies, même les plus massives.
Les étoiles qui sont en orbite autour du SMBH au moment du "kick" seront entraînées avec le SMBH, à condition que leur vitesse orbitale dépasse la vitesse du "kick" Vk. C'est ce qui détermine la taille du HCSS : son rayon est approximativement le rayon de l'orbite qui a la même vitesse autour du SMBH que la vitesse du "kick", ou
{\displaystyle R={\frac {GM}{V_{k}^{2}}}}
où M est la masse du SMBH et G la constante gravitationnelle. La taille R est d'environ un demi-parsec (pc) (deux années-lumière) pour un "kick" de 1000 km/s et une masse du SMBH de 100 millions de masses solaires. Les plus grands HCSS auraient une taille d'environ 20 pc, ce qui correspond à peu près à un grand amas globulaire, et les plus petits auraient une taille d'environ un millième de parsec, ce qui est plus petit que tout amas d'étoiles connu.
Le nombre d'étoiles qui restent liées au SMBH après le choc dépend à la fois de Vk et de la densité des étoiles regroupées autour du SMBH avant le choc. Un certain nombre d'arguments suggèrent que la masse stellaire totale serait d'environ 0,1 % de la masse du SMBH ou moins. Les plus grands HCSS porteraient peut-être quelques millions d'étoiles, ce qui les rendrait comparables en luminosité à un amas globulaire ou à une galaxie naine ultra-compacte. 
En plus d'être très compact, la principale différence entre un HCSS et un amas d'étoiles ordinaire est la masse beaucoup plus importante du HCSS, due au SMBH en son centre. Le SMBH lui-même est sombre et indétectable, mais sa gravité fait que les étoiles se déplacent à des vitesses beaucoup plus élevées que dans un amas d'étoiles ordinaire. Les amas d'étoiles normaux ont des vitesses internes de quelques kilomètres par seconde, alors que dans un HCSS, pratiquement toutes les étoiles se déplacent plus vite que Vk, c'est-à-dire à des centaines ou des milliers de kilomètres par seconde.
Si la vitesse de rebond est inférieure à la vitesse d'échappement de la galaxie, le SMBH retombera vers le noyau de la galaxie, oscillant de nombreuses fois à travers la galaxie avant de s'arrêter définitivement. Dans ce cas, le HCSS n'existerait en tant qu'objet distinct que pendant un temps relativement court, de l'ordre de centaines de millions d'années, avant de disparaître à nouveau dans le noyau de la galaxie. Pendant ce temps, le HCSS serait difficile à détecter car il serait superposé à la galaxie ou derrière elle. 
Même si un HCSS s'échappe de sa galaxie hôte, il restera lié au groupe ou à l'amas qui contient la galaxie, puisque la vitesse d'échappement d'un amas de galaxies est beaucoup plus grande que celle d'une galaxie unique. Lorsqu'on l'observera, le HCSS se déplacera plus lentement que Vk, puisqu'il aura traversé le puits de potentiel gravitationnel de la galaxie et/ou de l'amas. 
Les étoiles d'un HCSS seraient similaires aux types d'étoiles observées dans les noyaux galactiques. Ainsi, les étoiles d'un HCSS seraient plus riches en métaux et plus jeunes que les étoiles d'un amas globulaire typique.

## Recherche
Comme le trou noir au centre du HCSS est essentiellement invisible, un HCSS ressemblerait beaucoup à un faible amas d'étoiles. Pour déterminer si un amas d'étoiles observé est un HCSS, il faut mesurer les vitesses orbitales des étoiles de l'amas par le biais de l'effet Doppler et vérifier qu'elles se déplacent beaucoup plus rapidement que les étoiles d'un amas d'étoiles ordinaire. Il s'agit d'une observation difficile à réaliser car un HCSS serait relativement faible, nécessitant de nombreuses heures d'exposition, même sur un télescope de classe 10m.
Les endroits les plus prometteurs pour rechercher des HCSS sont les amas de galaxies, pour deux raisons : premièrement, la plupart des galaxies d'un amas de galaxies sont des galaxies elliptiques dont on pense qu'elles se sont formées par fusion. Une fusion de galaxies est une condition préalable à la formation d'un SMBH binaire, qui est une condition préalable à un "kick". Deuxièmement, la vitesse d'échappement d'un amas de galaxies est suffisamment grande pour qu'un SMBH soit retenu même s'il s'échappe de sa galaxie hôte. 
On estime que les amas de galaxies voisins de Fourneau et de la Vierge peuvent contenir des centaines ou des milliers de HCSS. Ces amas de galaxies ont été étudiés à la recherche de galaxies compactes et d'amas d'étoiles. Il est possible que certains des objets détectés dans ces études soient des HCSS qui ont été mal identifiés comme des amas d'étoiles ordinaires. Quelques-uns des objets compacts étudiés sont connus pour avoir des vitesses internes assez élevées, mais aucun ne semble être assez massif pour être considéré comme un HCSS.
De temps en temps, le trou noir au centre d'un SMBH perturbe une étoile qui passe trop près, produisant une éruption très lumineuse. Quelques éruptions de ce type ont été observées au centre de galaxies, vraisemblablement causées par une étoile passant trop près du SMBH dans le noyau de la galaxie. On estime qu'un SMBH en recul perturbera une douzaine d'étoiles pendant le temps qu'il mettra à s'échapper de sa galaxie. Comme la durée de vie d'une éruption est de quelques mois, les chances de voir un tel événement sont faibles, à moins de sonder un grand volume d'espace. Une étoile dans un HCSS peut également exploser en supernova de type I (naine blanche).

## Importance
La découverte d'un HCSS serait importante pour plusieurs raisons. 
- Cela constituerait la preuve que les trous noirs supermassifs peuvent exister en dehors des galaxies.
- Elle permettrait de vérifier les simulations informatiques qui prévoient des reculs des ondes gravitationnelles de plusieurs milliers de kilomètres par seconde.
- L'existence des HCSS impliquerait que certaines galaxies n'ont pas de trous noirs supermassifs en leur centre. Cela aurait des conséquences importantes pour les théories qui lient la croissance des galaxies à la croissance des trous noirs supermassifs, et pour les corrélations empiriques entre la masse des SMBH et les propriétés des galaxies.
- Si de nombreux HCSS pouvaient être découverts, il serait possible de reconstruire la distribution des vitesses de kick, qui contient des informations sur l'histoire de la fusion des galaxies, les masses et les spins des trous noirs binaires, etc.